# کاستلانتزا
کاستلانتزا (به ایتالیایی: Castellanza) یک کومونه در ایتالیا است که در استان وارزه واقع شده‌است.

## خصوصیات
کاستلانتزا ۶ کیلومترمربع مساحت و ۱۴٬۶۵۹ نفر جمعیت دارد.